# Rhipidomys fulviventer
Rhipidomys fulviventer és una espècie de mamífer rosegador de la família dels cricètids. Viu a altituds d'entre 1.800 i 3.100 msnm a Colòmbia i Veneçuela. Es tracta d'un animal arborícola. Els seus hàbitats naturals són els boscos primaris montans, així com les selves nebuloses i l'ecotò entre els boscos i els páramos. És una espècie en risc mínim, és a dir, no sembla que hi hagi cap amenaça significativa per a la seva supervivència.